# دار الحفيرة (حبيش)

تعديل مصدري - تعديل

دار الحفيرة محلة تابعة لقرية العرض، التابعة لعزلة صائر بمديرية حبيش إحدى مديريات محافظة إب في الجمهورية اليمنية، بلغ تعداد سكانها 78 حسب تعداد اليمن لعام 2004.